# اوجی‌ال‌ای-۲۰۰۷-بی‌ال‌جی-۳۶۸ال
اوجی‌ال‌ای-۲۰۰۷-بی‌ال‌جی-۳۶۸ال یک ستاره است که در صورت فلکی کژدم قرار دارد.